# Anna Maria Schmilau
Anna Maria Schmilau, född Niedermans, död 23 maj 1725, var en svensk tapetvävare.
Schmilau var gift med fänriken Jacob Hartwich Schmilau. Hon var verksam som ledare för drottning Ulrika Eleonora den äldres tapettillverkning på Karlbergs slott omkring 1690, Tapetskolan vid Karlberg. Eftersom tillverkningen vid slottet var ett lagarbete och arbetena inte signerades kan man inte peka på enskilda tapeter som Schmilau tillverkade.